# ایست بروکفیلد (حوزه سرشماری)، ماساچوست
ایست بروکفیلد (به انگلیسی: East Brookfield) یک منطقهٔ مسکونی در ایالات متحده آمریکا است که در شهرستان ووستر، ماساچوست واقع شده‌است. ایست بروکفیلد ۴٫۶ کیلومتر مربع مساحت و ۱٬۳۲۳ نفر جمعیت دارد و ۱۸۷ متر بالاتر از سطح دریا واقع شده‌است.